# Bavaria Petrol

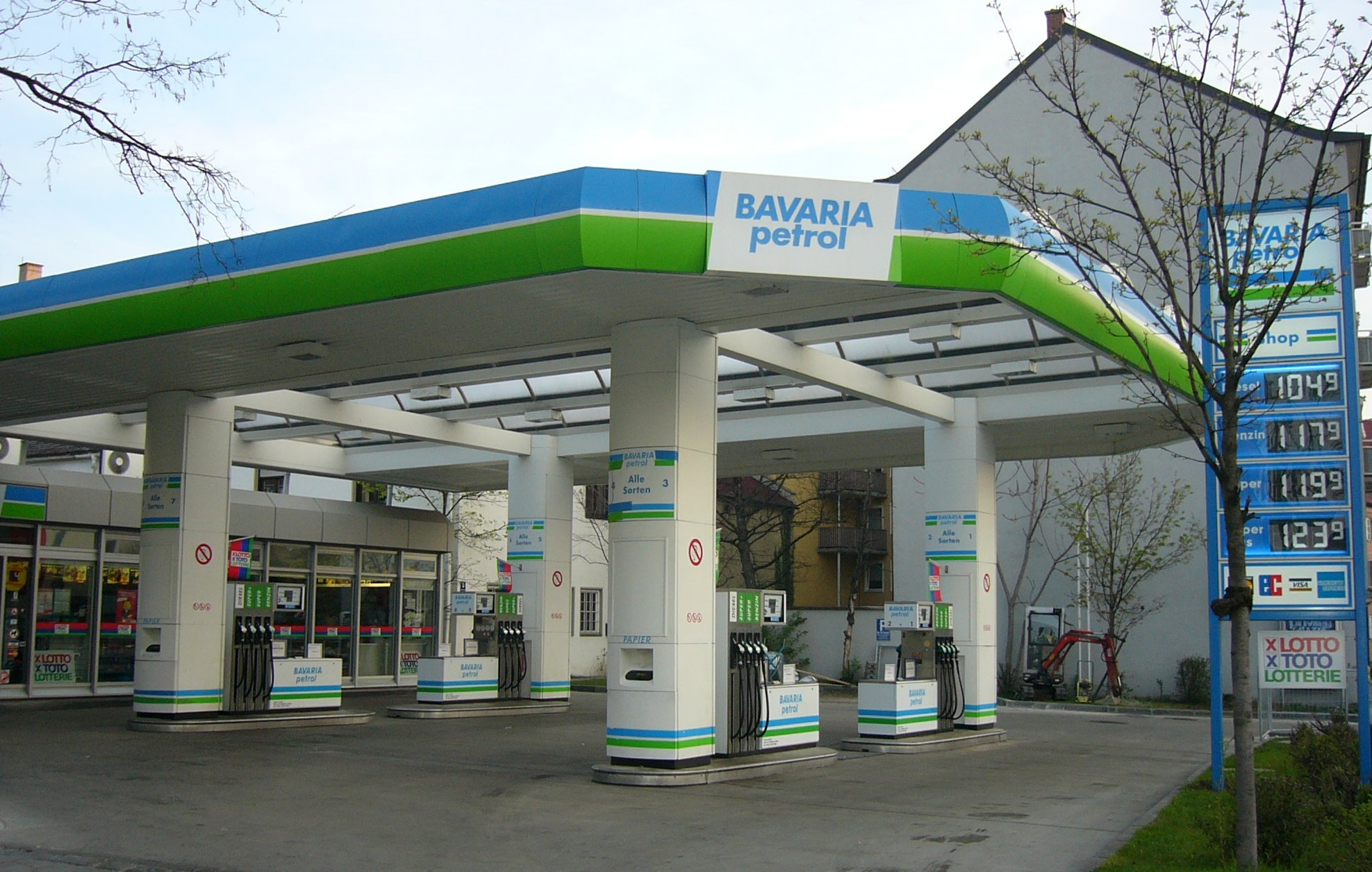
Bavaria Petrol-Tankstelle in München-Giesing

Die BAVARIA petrol GmbH & Co. KG ist die Betreibergesellschaft von 31 eigenen Tankstellen, davon  27 unter der Marke Bavaria petrol und vier unter dem Markennamen Aral. Darüber hinaus werden 22 Autowaschstraßen betrieben. 
Der Sitz des Unternehmens befindet sich in Ottobrunn im Landkreis München. Der Großteil der eigenen Tankstellen befindet sich in Bayern.
Die Firma wurde zum 1. Januar 1965 als Bavaria Petrol Kerndl & Pfeiffer oHG gegründet. Sie befindet sich bis heute vollständig im Besitz der Familien Kerndl und Pfeiffer.